# Liste der Orte im Landkreis Spree-Neiße

Wappen des Kreises

Diese Liste enthält Siedlungen und Orte des Landkreises Spree-Neiße in Brandenburg. Zusätzlich angegeben sind – falls vorhanden – der sorbische Name, die Art der Gemeinde sowie die Gemeindezugehörigkeit. Durch Klicken auf das quadratische Symbol in der Titelzeile kann die Liste nach den einzelnen Parametern sortiert werden.
Grundlage für die Angaben sind die beim Online-Kommunalverzeichnis des Landes Brandenburg abrufbaren Daten (Stand: 23. September 2023). 330 Siedlungen sind in dieser Liste aufgenommen. Nicht aufgeführt sind durch Braunkohletagebaue devastierte Siedlungen wie beispielsweise Stradow, Kausche und Horno.
In der Spalte Sorbischer Name ist der offiziell im Land Brandenburg geführte sorbische Name genannt.

## Liste
| Ortsname                    | Sorbischer Name                      | Art          | übergeordnete Einheit                        |
| --------------------------- | ------------------------------------ | ------------ | -------------------------------------------- |
| Adamschenke                 |                                      | Wohnplatz    | Amt Döbern-Land Felixsee                     |
| Adamschenke                 | Adamowa Kjarcma                      | Wohnplatz    | Amt Döbern-Land Tschernitz                   |
| Albertinenaue               | Albertininy Ług                      | Gemeindeteil | Schenkendöbern                               |
| Alte Försterei              | Stara Gólnikaŕnja                    | Wohnplatz    | Neuhausen/Spree                              |
| Alte Schäferei              | Stara Šapaŕnja                       | Wohnplatz    | Amt Burg (Spreewald) Dissen-Striesow         |
| Alte Schänke                | Stara Kjarcma                        | Wohnplatz    | Amt Döbern-Land Jämlitz-Klein Düben          |
| Alte Siedlung               | Stare Sedlišćo                       | Wohnplatz    | Kolkwitz                                     |
| Alte Ziegelei               | Stara Cyglownja                      | Wohnplatz    | Drebkau                                      |
| Altsprucke                  | Stary Sprugow                        | Wohnplatz    | Guben                                        |
| Am Weinberg                 | Pśi Winicy                           | Wohnplatz    | Guben                                        |
| Annahof                     | Aniny Dwór                           | Wohnplatz    | Kolkwitz                                     |
| Atterwasch                  | Wótšowaš                             | Ortsteil     | Schenkendöbern                               |
| Aue                         | Hugon                                | Gemeindeteil | Amt Peitz Drachhausen                        |
| Auras                       | Huraz                                | Gemeindeteil | Drebkau                                      |
| Ausbau                      | Wutwaŕki                             | Wohnplatz    | Amt Döbern-Land Felixsee                     |
| Ausbau                      | Wutwaŕki                             | Wohnplatz    | Amt Peitz Heinersbrück                       |
| Ausbau                      | Wutwaŕki                             | Wohnplatz    | Amt Peitz Turnow-Preilack                    |
| Ausbau Kirschberg           | Wutwaŕki pśi Wišnjowej Górje         | Wohnplatz    | Spremberg                                    |
| Ausbau Nord                 | Pódpołnocne Wutwaŕki                 | Wohnplatz    | Spremberg                                    |
| Ausbau Süd                  | Pódpołdnjowe Wutwaŕki                | Wohnplatz    | Spremberg                                    |
| Ausbau Türkendorf           | Zakrjojske Wutwaŕki                  | Wohnplatz    | Spremberg                                    |
| Ausbau Windmühle            | Wutwaŕki pśi Wětšniku                | Wohnplatz    | Amt Peitz Turnow-Preilack                    |
| Babow                       | Bobow                                | Ortsteil     | Kolkwitz                                     |
| Bagenz                      | Bageńc                               | Ortsteil     | Neuhausen/Spree                              |
| Bahren                      | Bóryń                                | Gemeindeteil | Amt Döbern-Land Neiße-Malxetal               |
| Bärenbrück                  | Barbuk                               | Ortsteil     | Amt Peitz Teichland                          |
| Bärenklau                   | Barklawa                             | Ortsteil     | Schenkendöbern                               |
| Birkenhain                  | Brjazyna                             | Wohnplatz    | Amt Döbern-Land Döbern                       |
| Birkhahn                    | Kokot                                | Wohnplatz    | Spremberg                                    |
| Bloischdorf                 | Błobošojce                           | Ortsteil     | Amt Döbern-Land Felixsee                     |
| Bloischdorf-Kolonie         | Błobošojska Kolonija                 | Wohnplatz    | Amt Döbern-Land Felixsee                     |
| Blüchers Vorwerk            | Blücherowy Wudwór                    | Wohnplatz    | Amt Peitz Peitz                              |
| Bohrau                      | Borow                                | Ortsteil     | Forst (Lausitz)                              |
| Bohsdorf                    | Bóšojce                              | Ortsteil     | Amt Döbern-Land Felixsee                     |
| Bohsdorf-Vorwerk            | Bóšojski Forwark                     | Wohnplatz    | Amt Döbern-Land Felixsee                     |
| Bollmühle                   | Bólic Młyn                           | Wohnplatz    | Drebkau                                      |
| Brahmow                     | Brama                                | Gemeindeteil | Amt Burg (Spreewald) Werben                  |
| Bräsinchen                  | Brjazynka                            | Gemeindeteil | Neuhausen/Spree                              |
| Bresinchen                  | Brjazynka                            | Ortsteil     | Guben                                        |
| Briesen                     | Brjazyna                             | Gemeinde     | Amt Burg (Spreewald) Briesen                 |
| Briesnig                    | Rjasnik                              | Ortsteil     | Forst (Lausitz)                              |
| Brodtkowitz                 | Brodkojce                            | Ortsteil     | Kolkwitz                                     |
| Bruchmühle                  | Lugowy Młyn                          | Wohnplatz    | Amt Döbern-Land Neiße-Malxetal               |
| Bühlow                      | Běła                                 | Gemeindeteil | Spremberg                                    |
| Burg (Spreewald)            | Bórkowy (Błota)                      | Gemeinde     | Amt Burg (Spreewald) Burg (Spreewald)        |
| Burg-Dorf                   | Wobsedne Bórkowy                     | Gemeindeteil | Amt Burg (Spreewald) Burg (Spreewald)        |
| Burg-Kauper                 | Kupaŕske Bórkowy                     | Gemeindeteil | Amt Burg (Spreewald) Burg (Spreewald)        |
| Burg-Kolonie                | Prizaŕske Bórkowy                    | Gemeindeteil | Amt Burg (Spreewald) Burg (Spreewald)        |
| Cantdorf                    | Konopotna                            | Ortsteil     | Spremberg                                    |
| Casel                       | Kózle                                | Ortsteil     | Drebkau                                      |
| Cottbuser Vorstadt          | Chóśebuske Pśedměsto                 | Wohnplatz    | Amt Peitz Peitz                              |
| Dahlitz                     | Dalic                                | Ortsteil     | Kolkwitz                                     |
| Deulowitz                   | Dulojce                              | Ortsteil     | Guben                                        |
| Dissen                      | Dešno                                | Ortsteil     | Amt Burg (Spreewald) Dissen-Striesow         |
| Döbern                      | Derbno                               | Stadt        | Amt Döbern-Land Döbern                       |
| Döberner Grenze             | Derbjańska Granica                   | Wohnplatz    | Amt Döbern-Land Döbern                       |
| Döberner Mühle              | Derbnojski Młyn                      | Wohnplatz    | Amt Döbern-Land Döbern                       |
| Domsdorf                    | Domašojce                            | Ortsteil     | Drebkau                                      |
| Domsdorf                    | Domašojce                            | Wohnplatz    | Forst (Lausitz)                              |
| Dorf                        | ohne                                 | Gemeindeteil | Amt Peitz Drachhausen                        |
| Drachhausen                 | Hochoza                              | Gemeinde     | Amt Peitz Drachhausen                        |
| Drebkau                     | Drjowk                               | Stadt        | Drebkau                                      |
| Drebkau                     | Drjowk                               | Ortsteil     | Drebkau                                      |
| Drehnow                     | Drjenow                              | Gemeinde     | Amt Peitz Drehnow                            |
| Drehnower Vorstadt          | Drjenojske Pśedměsto                 | Wohnplatz    | Amt Peitz Peitz                              |
| Drewitz                     | Drjejce                              | Ortsteil     | Amt Peitz Jänschwalde                        |
| Drieschnitz                 | Drěžnica                             | Gemeindeteil | Neuhausen/Spree                              |
| Drieschnitz-Kahsel          | Drěžnica-Kózle                       | Ortsteil     | Neuhausen/Spree                              |
| Drieschnitz-Vorwerk         | Drěžniski Forwark                    | Gemeindeteil | Neuhausen/Spree                              |
| Dubrau                      | Dubrawa                              | Gemeindeteil | Amt Döbern-Land Wiesengrund                  |
| Eichow                      | Dubje                                | Ortsteil     | Kolkwitz                                     |
| Eichwege                    | Dubrawka                             | Gemeindeteil | Amt Döbern-Land Döbern                       |
| Eigene Scholle              | Swójske Grunty                       | Wohnplatz    | Forst (Lausitz)                              |
| Elster Ausbau               | Srocyne Wutwaŕki                     | Wohnplatz    | Amt Peitz Peitz                              |
| Eulo                        | Wiłow                                | Wohnplatz    | Forst (Lausitz)                              |
| Fehrow                      | Prjawoz                              | Ortsteil     | Amt Burg (Spreewald) Schmogrow-Fehrow        |
| Feldmühle                   | Pólny Młyn                           | Wohnplatz    | Kolkwitz                                     |
| Forst (Lausitz)             | Baršć                                | Stadt        | Forst (Lausitz)                              |
| Försterei Bademeusel        | Bóžemyslańska Gólnikaŕnja            | Wohnplatz    | Forst (Lausitz)                              |
| Försterei Großsee           | Gólnikaŕnja pśi Maznikojskem Jazorje | Wohnplatz    | Amt Peitz Tauer                              |
| Försterei Keune             | Gólnikaŕnja Chójna                   | Wohnplatz    | Forst (Lausitz)                              |
| Forsthaus Eichhorst         | Gólnikaŕnja Dubina                   | Wohnplatz    | Schenkendöbern                               |
| Forsthaus Kiefernheide      | Gólnikaŕnja na Dołku                 | Wohnplatz    | Amt Peitz Drachhausen                        |
| Forsthaus Stadtheide        | Gólnikaŕnja Měsćańska Góla           | Wohnplatz    | Kolkwitz                                     |
| Forsthaus Tannenwald        | Gólnikaŕnja w Škrjokach              | Wohnplatz    | Amt Peitz Drachhausen                        |
| Forsthaus Waldhof           |                                      | Wohnplatz    | Schenkendöbern                               |
| Frauendorf                  | Dubrawka                             | Ortsteil     | Neuhausen/Spree                              |
| Friedrichshain              | Frycowy Gaj                          | Ortsteil     | Amt Döbern-Land Felixsee                     |
| Friedrichshof               | Frisof                               | Wohnplatz    | Amt Peitz Jänschwalde                        |
| Gablenz                     | Jabłoń                               | Ortsteil     | Neuhausen/Spree                              |
| Gablenzer Ausbau            | Jabłońske Wutwaŕki                   | Wohnplatz    | Neuhausen/Spree                              |
| Gahry                       | Garjej                               | Ortsteil     | Amt Döbern-Land Wiesengrund                  |
| Georgenberg                 | Jurowa Góra                          | Wohnplatz    | Spremberg                                    |
| Glinzig                     | Glinsk                               | Ortsteil     | Kolkwitz                                     |
| Göhlen-Vorwerk              |                                      | Wohnplatz    | Schenkendöbern                               |
| Golschow                    | Gólašow                              | Gemeindeteil | Drebkau                                      |
| Golschower Buden            | Gólašojske Budy                      | Wohnplatz    | Drebkau                                      |
| Göritz                      | Chórice                              | Wohnplatz    | Drebkau                                      |
| Gosda                       | Gózd                                 | Ortsteil     | Amt Döbern-Land Wiesengrund                  |
| Gosda II                    | Gózda                                | Gemeindeteil | Amt Döbern-Land Neiße-Malxetal               |
| Grabko                      | Grabk                                | Ortsteil     | Schenkendöbern                               |
| Grano                       | Granow                               | Ortsteil     | Schenkendöbern                               |
| Graustein                   | Syjk                                 | Ortsteil     | Spremberg                                    |
| Greifenhain                 | Maliń                                | Ortsteil     | Drebkau                                      |
| Grenze                      | Granica                              | Gemeindeteil | Neuhausen/Spree                              |
| Grießen                     | Grěšna                               | Ortsteil     | Amt Peitz Jänschwalde                        |
| Groß Bademeusel             | Wjelike Bóžemysle                    | Ortsteil     | Forst (Lausitz)                              |
| Groß Breesen                | Brjazyna                             | Ortsteil     | Guben                                        |
| Groß Döbbern                | Wjelike Dobrynje                     | Ortsteil     | Neuhausen/Spree                              |
| Groß Drewitz                | Wjelike Drjejce                      | Ortsteil     | Schenkendöbern                               |
| Groß Gastrose               | Wjelike Gósćeraz                     | Ortsteil     | Schenkendöbern                               |
| Groß Jamno                  | Jamne                                | Ortsteil     | Forst (Lausitz)                              |
| Groß Kölzig                 | Kólsk                                | Ortsteil     | Amt Döbern-Land Neiße-Malxetal               |
| Groß Luja                   | Łojow                                | Ortsteil     | Spremberg                                    |
| Groß Oßnig                  | Wjeliki Wóseńk                       | Ortsteil     | Neuhausen/Spree                              |
| Groß Schacksdorf            | Tśěšojce                             | Ortsteil     | Amt Döbern-Land Groß Schacksdorf-Simmersdorf |
| Grötsch                     | Groźišćo                             | Ortsteil     | Amt Peitz Heinersbrück                       |
| Grunewald                   | Zeleny Gózd                          | Wohnplatz    | Guben                                        |
| Grüntal                     | Zeleny Doł                           | Gemeindeteil | Neuhausen/Spree                              |
| Guben                       | Gubin                                | Stadt        | Guben                                        |
| Gubener Vorstadt            | Gubinske Pśedměsto                   | Wohnplatz    | Amt Peitz Peitz                              |
| Guhrow                      | Góry                                 | Gemeinde     | Amt Burg (Spreewald) Guhrow                  |
| Gulben                      | Gołbin                               | Ortsteil     | Kolkwitz                                     |
| Haasow                      | Hažow                                | Ortsteil     | Neuhausen/Spree                              |
| Haasower Ausbau             | Hažojske Wutwaŕki                    | Wohnplatz    | Neuhausen/Spree                              |
| Haidemühl                   | Gózdź                                | Ortsteil     | Spremberg                                    |
| Hammer                      | Hamry                                | Wohnplatz    | Schenkendöbern                               |
| Hänchen                     | Hajnk                                | Ortsteil     | Kolkwitz                                     |
| Harnischdorf                | Harnišojce                           | Gemeindeteil | Neuhausen/Spree                              |
| Heide                       | Pódgóla                              | Gemeindeteil | Amt Peitz Drachhausen                        |
| Heideschänke                | Gólna Kjarcma                        | Wohnplatz    | Kolkwitz                                     |
| Heideschenke                | Gólna Kjarcma                        | Gemeindeteil | Neuhausen/Spree                              |
| Heinersbrück                | Móst                                 | Gemeinde     | Amt Peitz Heinersbrück                       |
| Heinrichsfeld               | Šenki                                | Wohnplatz    | Spremberg                                    |
| Herrmannsmühle              | Herrmannowy Młyn                     | Wohnplatz    | Amt Döbern-Land Tschernitz                   |
| Hinterberge                 | Zagóra                               | Wohnplatz    | Amt Döbern-Land Tschernitz                   |
| Hirtenmühle                 | Pastyŕski Młyn                       | Wohnplatz    | Amt Döbern-Land Tschernitz                   |
| Horlitza                    | Horlica                              | Wohnplatz    | Amt Döbern-Land Felixsee                     |
| Horno                       | Rogow                                | Ortsteil     | Forst (Lausitz)                              |
| Hornow                      | Lěšće                                | Ortsteil     | Spremberg                                    |
| Hornow-Vorwerk              | Lěšćański Forwark                    | Wohnplatz    | Spremberg                                    |
| Illmersdorf                 | Njamorojce                           | Gemeindeteil | Drebkau                                      |
| Jämlitz                     | Jemjelica                            | Ortsteil     | Amt Döbern-Land Jämlitz-Klein Düben          |
| Jämlitz-Hütte               |                                      | Wohnplatz    | Amt Döbern-Land Jämlitz-Klein Düben          |
| Jänschwalde                 | Janšojce                             | Gemeinde     | Amt Peitz Jänschwalde                        |
| Jänschwalde-Dorf            | Janšojce-Wjas                        | Ortsteil     | Amt Peitz Jänschwalde                        |
| Jänschwalde-Ost             | Janšojce-Pódzajtšo                   | Ortsteil     | Amt Peitz Jänschwalde                        |
| Jehserig                    | Jazorki                              | Ortsteil     | Drebkau                                      |
| Jerischke                   | Jarješk                              | Ortsteil     | Amt Döbern-Land Neiße-Malxetal               |
| Jethe                       | Jaty                                 | Ortsteil     | Amt Döbern-Land Wiesengrund                  |
| Jocksdorf                   | Kósmejce                             | Ortsteil     | Amt Döbern-Land Neiße-Malxetal               |
| Kackrow                     | Kokrjow                              | Ortsteil     | Kolkwitz                                     |
| Kahsel                      | Kózle                                | Gemeindeteil | Neuhausen/Spree                              |
| Kaltenborn                  | Stuźońk                              | Ortsteil     | Guben                                        |
| Kaminka                     | Kamjeńki                             | Gemeindeteil | Neuhausen/Spree                              |
| Karlsfeld                   | Karlowe Pólo                         | Wohnplatz    | Welzow                                       |
| Kathlow                     | Kótłow                               | Ortsteil     | Neuhausen/Spree                              |
| Kathlower Mühle             | Kótłojski Młyn                       | Wohnplatz    | Neuhausen/Spree                              |
| Katzarmühle                 | Kacarjowy Młyn                       | Wohnplatz    | Amt Döbern-Land Neiße-Malxetal               |
| Kaupmühle                   | Kupaŕski Młyn                        | Wohnplatz    | Drebkau                                      |
| Kausche                     | Chusej                               | Ortsteil     | Drebkau                                      |
| Kerkwitz                    | Keŕkojce                             | Ortsteil     | Schenkendöbern                               |
| Keune                       | Chójna                               | Wohnplatz    | Forst (Lausitz)                              |
| Kirschberg                  | Wišnjowa Góra                        | Wohnplatz    | Neuhausen/Spree                              |
| Klein Bademeusel            | Małe Bóžemysle                       | Ortsteil     | Forst (Lausitz)                              |
| Klein Buckow                | Bukowk                               | Wohnplatz    | Spremberg                                    |
| Klein Döbbern               | Małe Dobrynje                        | Ortsteil     | Neuhausen/Spree                              |
| Klein Düben                 | Źěwink                               | Ortsteil     | Amt Döbern-Land Jämlitz-Klein Düben          |
| Klein Gaglow                | Gogolowk                             | Ortsteil     | Kolkwitz                                     |
| Klein Gastrose              | Mały Gósćeraz                        | Gemeindeteil | Schenkendöbern                               |
| Klein Jamno                 | Małe Jamne                           | Ortsteil     | Forst (Lausitz)                              |
| Klein Kölzig                | Mały Kólsk                           | Ortsteil     | Amt Döbern-Land Neiße-Malxetal               |
| Klein Loitz                 | Łojojc                               | Ortsteil     | Amt Döbern-Land Felixsee                     |
| Klein Loitz Vorwerk         | Łojojc Wudwór                        | Wohnplatz    | Amt Döbern-Land Felixsee                     |
| Klein Oßnig                 | Wóseńck                              | Gemeindeteil | Drebkau                                      |
| Kleine Heide                | Mała Góla                            | Wohnplatz    | Amt Peitz Teichland                          |
| Kleines Ende                | Mały Kóńc                            | Wohnplatz    | Kolkwitz                                     |
| Kleinsee                    | Małe Jazorko                         | Wohnplatz    | Amt Peitz Jänschwalde                        |
| Klinge                      | Klinka                               | Gemeindeteil | Amt Döbern-Land Wiesengrund                  |
| Kochsdorf                   | Kochanojce                           | Wohnplatz    | Spremberg                                    |
| Kolkwitz                    | Gołkojce                             | Ortsteil     | Kolkwitz                                     |
| Kolonie                     | Górki                                | Wohnplatz    | Amt Burg (Spreewald) Schmogrow-Fehrow        |
| Kolonie                     | Pipanojce                            | Wohnplatz    | Amt Peitz Jänschwalde                        |
| Kolonie Greifenhain         | Malinska Kolonija                    | Wohnplatz    | Drebkau                                      |
| Komptendorf                 | Górjenow                             | Ortsteil     | Neuhausen/Spree                              |
| Koppatz                     | Kopac                                | Ortsteil     | Neuhausen/Spree                              |
| Koppatzer Ausbau            | Kopacojske Wutwaŕki                  | Wohnplatz    | Neuhausen/Spree                              |
| Koschendorf                 | Kóšnojce                             | Gemeindeteil | Drebkau                                      |
| Koselmühle                  | Kózański Młyn                        | Wohnplatz    | Kolkwitz                                     |
| Krayne                      | Krajna                               | Ortsteil     | Schenkendöbern                               |
| Kreuzschänke                | Kśicna Kjarcma                       | Wohnplatz    | Amt Döbern-Land Wiesengrund                  |
| Krieschow Vorwerk           | Forbark                              | Wohnplatz    | Kolkwitz                                     |
| Krieschow                   | Kśišow                               | Ortsteil     | Kolkwitz                                     |
| Kuckucksaue                 |                                      | Wohnplatz    | Guben                                        |
| Kunersdorf                  | Kósobuz                              | Ortsteil     | Kolkwitz                                     |
| Laubsdorf                   | Libanojce                            | Ortsteil     | Neuhausen/Spree                              |
| Laubsdorfer Ausbau          | Libanojske Wutwaŕki                  | Wohnplatz    | Neuhausen/Spree                              |
| Laubst                      | Lubošc                               | Ortsteil     | Drebkau                                      |
| Laubster Ausbau             | Lubošcańske Wutwaŕki                 | Wohnplatz    | Drebkau                                      |
| Lauschütz                   | Łužyca                               | Ortsteil     | Schenkendöbern                               |
| Lauschützer Mühle           | Łužyski Młyn                         | Wohnplatz    | Schenkendöbern                               |
| Leuthen                     | Lutol                                | Ortsteil     | Drebkau                                      |
| Lieskau                     | Lěsk                                 | Ortsteil     | Spremberg                                    |
| Limberg                     | Limbark                              | Ortsteil     | Kolkwitz                                     |
| Löschen                     | Lěźiny                               | Gemeindeteil | Drebkau                                      |
| Löschener Buden             | Lěźinske Budki                       | Wohnplatz    | Drebkau                                      |
| Lübbinchen                  | Lubink                               | Ortsteil     | Schenkendöbern                               |
| Luisenruh                   | Luizyny Wótpócynk                    | Wohnplatz    | Amt Peitz Peitz                              |
| Malxebogen                  | Małksowy Wokłon                      | Wohnplatz    | Amt Peitz Peitz                              |
| Mattendorf                  | Matyjojce                            | Ortsteil     | Amt Döbern-Land Wiesengrund                  |
| Maust                       | Hus                                  | Ortsteil     | Amt Peitz Teichland                          |
| Maustmühle                  | Husański Młyn                        | Wohnplatz    | Amt Peitz Teichland                          |
| Merkur                      | Merkur                               | Gemeindeteil | Drebkau                                      |
| Mexiko                      | Mexiko                               | Wohnplatz    | Forst (Lausitz)                              |
| Milkersdorf                 | Górnej                               | Ortsteil     | Kolkwitz                                     |
| Muckrow                     | Mokra                                | Gemeindeteil | Spremberg                                    |
| Mulknitz                    | Małksa                               | Ortsteil     | Forst (Lausitz)                              |
| Müschen                     | Myšyn                                | Ortsteil     | Amt Burg (Spreewald) Burg (Spreewald)        |
| Naundorf                    | Glinsk                               | Ortsteil     | Forst (Lausitz)                              |
| Neißeaue                    | Nysowy Ług                           | Wohnplatz    | Schenkendöbern                               |
| Neu Sacro                   | Nowy Zakrjow                         | Wohnplatz    | Forst (Lausitz)                              |
| Neue Häuser                 | Nowe Domy                            | Wohnplatz    | Schenkendöbern                               |
| Neue Siedlung               | Nowe Sedlišćo                        | Wohnplatz    | Kolkwitz                                     |
| Neuendorf                   | Nowa Wjas                            | Ortsteil     | Amt Peitz Teichland                          |
| Neuhausen                   | Kopańce                              | Ortsteil     | Neuhausen/Spree                              |
| Neusprucke                  | Nowy Sprugow                         | Wohnplatz    | Guben                                        |
| Noßdorf                     | Nosydłojce                           | Wohnplatz    | Forst (Lausitz)                              |
| Obersprucke                 |                                      | Wohnplatz    | Guben                                        |
| Oberteschnitz               | Górne Tešnice                        | Wohnplatz    | Spremberg                                    |
| Obertrattendorf             | Górna Dubrawa                        | Wohnplatz    | Spremberg                                    |
| Oelsnig                     | Wólšynka                             | Wohnplatz    | Drebkau                                      |
| Ottendorf                   | Otašojce                             | Wohnplatz    | Amt Peitz Peitz                              |
| Papitz                      | Popojce                              | Ortsteil     | Kolkwitz                                     |
| Papproth                    | Paprotna                             | Gemeindeteil | Drebkau                                      |
| Paulicks Mühle              | Pawlikojc Młyn                       | Wohnplatz    | Amt Burg (Spreewald) Burg (Spreewald)        |
| Peitz                       | Picnjo                               | Stadt        | Amt Peitz Peitz                              |
| Pinnow                      | Pynow                                | Ortsteil     | Schenkendöbern                               |
| Präsidentenmühle            | Prezidentowy Młyn                    | Wohnplatz    | Amt Peitz Peitz                              |
| Preilack                    | Pśiłuk                               | Ortsteil     | Amt Peitz Turnow-Preilack                    |
| Preschen                    | Rjašćany                             | Ortsteil     | Amt Döbern-Land Neiße-Malxetal               |
| Proschim                    | Prožym                               | Ortsteil     | Welzow                                       |
| Pulsberg                    | Lutoboŕ                              | Wohnplatz    | Spremberg                                    |
| Pusack                      | Pusak                                | Gemeindeteil | Amt Döbern-Land Neiße-Malxetal               |
| Putgolla                    | Pódgóla                              | Wohnplatz    | Kolkwitz                                     |
| Raakow                      | Rakow                                | Wohnplatz    | Drebkau                                      |
| Rabenau                     | Rabenow                              | Wohnplatz    | Kolkwitz                                     |
| Raden                       | Radom                                | Gemeindeteil | Amt Döbern-Land Neiße-Malxetal               |
| Radensdorf                  | Radowašojce                          | Gemeindeteil | Drebkau                                      |
| Radewiese                   | Radowiza                             | Wohnplatz    | Amt Peitz Heinersbrück                       |
| Rehnsdorf                   | Radušc                               | Gemeindeteil | Drebkau                                      |
| Reichenbach                 |                                      | Wohnplatz    | Guben                                        |
| Reicherskreuz               | Rychartojce                          | Ortsteil     | Schenkendöbern                               |
| Reinpusch                   | Rampuš                               | Wohnplatz    | Drebkau                                      |
| Reuthen                     | Ruśi                                 | Ortsteil     | Amt Döbern-Land Felixsee                     |
| Roggosen                    | Rogozno                              | Ortsteil     | Neuhausen/Spree                              |
| Roschitz                    | Roźic                                | Gemeindeteil | Neuhausen/Spree                              |
| Ruben                       | Rubyn                                | Gemeindeteil | Amt Burg (Spreewald) Werben                  |
| Saccasne                    | Zakaznja                             | Gemeindeteil | Amt Burg (Spreewald) Schmogrow-Fehrow        |
| Sacro                       | Zakrjow                              | Ortsteil     | Forst (Lausitz)                              |
| Sand                        | Pěski                                | Gemeindeteil | Amt Peitz Drachhausen                        |
| Sawoda                      | Zawódy                               | Wohnplatz    | Amt Peitz Heinersbrück                       |
| Schäferei                   | Šapaŕnja                             | Wohnplatz    | Amt Burg (Spreewald) Dissen-Striesow         |
| Schäferberg                 | Šaparska Góra                        | Gemeindeteil | Neuhausen/Spree                              |
| Schenkendöbern              | Derbno                               | Ortsteil     | Schenkendöbern                               |
| Schieben                    | ohne                                 | Wohnplatz    | Schenkendöbern                               |
| Schlagsdorf                 | Sławkojce                            | Ortsteil     | Guben                                        |
| Schmogrow                   | Smogorjow                            | Ortsteil     | Amt Burg (Spreewald) Schmogrow-Fehrow        |
| Schneidemühle               | Rězaki                               | Wohnplatz    | Kolkwitz                                     |
| Schönheide                  | Prašyjca                             | Ortsteil     | Spremberg                                    |
| Schönhöhe                   | Šejnejda                             | Ortsteil     | Amt Peitz Tauer                              |
| Schorbus                    | Skjarbošc                            | Ortsteil     | Drebkau                                      |
| Schorbus Ausbau             | Skjarbošcańske Wutwarki              | Wohnplatz    | Drebkau                                      |
| Schwarze Pumpe              | Carna Plumpa                         | Ortsteil     | Spremberg                                    |
| Seehof                      |                                      | Wohnplatz    | Schenkendöbern                               |
| Seemühle                    | Jazorski Młyn                        | Wohnplatz    | Schenkendöbern                               |
| Sellessen                   | Zelezna                              | Ortsteil     | Spremberg                                    |
| Sembten                     | Semtyń                               | Ortsteil     | Schenkendöbern                               |
| Sergen                      | Žargoń                               | Ortsteil     | Neuhausen/Spree                              |
| Sibirien                    | Sibirska                             | Wohnplatz    | Welzow                                       |
| Siedlung                    |                                      | Wohnplatz    | Amt Döbern-Land Groß Schacksdorf-Simmersdorf |
| Siedlung                    | Sedlišćo                             | Wohnplatz    | Schenkendöbern                               |
| Siewisch                    | Źiwize                               | Ortsteil     | Drebkau                                      |
| Simmersdorf                 | Žymjerojce                           | Ortsteil     | Amt Döbern-Land Groß Schacksdorf-Simmersdorf |
| Slamen                      | Słomjeń                              | Wohnplatz    | Spremberg                                    |
| Slamen Ziegelei             | Słomjeńska Cyglownja                 | Wohnplatz    | Spremberg                                    |
| Smarso                      | Smaržow                              | Gemeindeteil | Amt Döbern-Land Wiesengrund                  |
| Spremberg                   | Grodk                                | Stadt        | Spremberg                                    |
| Sprucke                     | Sprugow                              | Wohnplatz    | Guben                                        |
| Staakow                     | Stoki                                | Ortsteil     | Schenkendöbern                               |
| Stadtmitte                  | Srjejź Města                         | Wohnplatz    | Amt Peitz Peitz                              |
| Stadtrandsiedlung           | Pód Městom                           | Wohnplatz    | Spremberg                                    |
| Steinitz                    | Šćeńc                                | Gemeindeteil | Drebkau                                      |
| Striesow                    | Strjažow                             | Ortsteil     | Amt Burg (Spreewald) Dissen-Striesow         |
| Taubendorf                  | Dubojce                              | Ortsteil     | Schenkendöbern                               |
| Tauer                       | Turjej                               | Gemeinde     | Amt Peitz Tauer                              |
| Teerofen                    | Mazniki                              | Wohnplatz    | Amt Peitz Tauer                              |
| Teerofen                    | Mazniki                              | Wohnplatz    | Schenkendöbern                               |
| Teichhäuser                 | Gaty                                 | Wohnplatz    | Amt Döbern-Land Neiße-Malxetal               |
| Terpe                       | Terpje                               | Ortsteil     | Spremberg                                    |
| Terpe Ausbau                | Terpjańske Wutwaŕki                  | Wohnplatz    | Spremberg                                    |
| Thalmühle                   | Dolny Młyn                           | Wohnplatz    | Amt Döbern-Land Neiße-Malxetal               |
| Trattendorf                 | Dubrawa                              | Ortsteil     | Spremberg                                    |
| Trebendorf                  | Trjebejce                            | Ortsteil     | Amt Döbern-Land Wiesengrund                  |
| Tschernitz                  | Cersk                                | Ortsteil     | Amt Döbern-Land Tschernitz                   |
| Türkendorf                  | Zakrjow                              | Ortsteil     | Spremberg                                    |
| Turnow                      | Turnow                               | Ortsteil     | Amt Peitz Turnow-Preilack                    |
| Unterteschnitz              | Dolne Tešnice                        | Wohnplatz    | Spremberg                                    |
| Vorwerk (OT Bärenklau)      | Forwark                              | Wohnplatz    | Schenkendöbern                               |
| Vorwerk (OT Schenkendöbern) | Forwark                              | Wohnplatz    | Schenkendöbern                               |
| Wadelsdorf                  | Zakrjejc                             | Ortsteil     | Spremberg                                    |
| Waidmannsruh                | Gólnikojski Wótpócynk                | Wohnplatz    | Neuhausen/Spree                              |
| Waldschlößchen              | Lěsny Grodk                          | Wohnplatz    | Spremberg                                    |
| Waldsiedlung                |                                      | Wohnplatz    | Amt Döbern-Land Groß Schacksdorf-Simmersdorf |
| Weinberge                   | Winice                               | Wohnplatz    | Spremberg                                    |
| Weißmühle                   | Běły Młyn                            | Wohnplatz    | Amt Döbern-Land Jämlitz-Klein Düben          |
| Welzow                      | Wjelcej                              | Stadt        | Welzow                                       |
| Werben                      | Wjerbno                              | Gemeinde     | Amt Burg (Spreewald) Werben                  |
| Weskow                      | Wjaska                               | Ortsteil     | Spremberg                                    |
| Wiesendorf                  | Naseńce                              | Ortsteil     | Kolkwitz                                     |
| Wiesenvorwerk               | Łukowy wudwór                        | Wohnplatz    | Amt Peitz Peitz                              |
| Wilhelmsthal                | Wylemojce                            | Wohnplatz    | Spremberg                                    |
| Wilschwitz                  | Wólšnica                             | Gemeindeteil | Schenkendöbern                               |
| Winkel                      | Babowy Nugeł                         | Wohnplatz    | Drebkau                                      |
| Wolfshain                   | Śisej                                | Ortsteil     | Amt Döbern-Land Tschernitz                   |
| Wolschina                   | Wólšyna                              | Wohnplatz    | Neuhausen/Spree                              |
| Zahsow                      | Cazow                                | Ortsteil     | Kolkwitz                                     |
| Zelz                        | Selc                                 | Gemeindeteil | Amt Döbern-Land Neiße-Malxetal               |
| Zollhaus                    | Cłonica                              | Wohnplatz    | Welzow                                       |
| Zschorno                    | Carna                                | Gemeindeteil | Amt Döbern-Land Jämlitz-Klein Düben          |
| Zum Ausbau                  | K Wutwaŕkam                          | Wohnplatz    | Spremberg                                    |